# We Should All Be Feminists
We Should All Be Feminists (lit. Todos Deveríamos Ser Feministas) é um livro da autora nigeriana Chimamanda Ngozi Adichie. Publicado pela primeira vez em 2014 pela Fourth Estate, fala sobre a definição de feminismo para o século XXI.
O livro foi adaptado da fala de Adichie na conferência TEDx de 2012, apresentado pela primeira vez no TEDx Euston em Londres, que foi visto mais de seis milhões de vezes.

## Conteúdo
We Should All Be Feminists inclui análises sobre o que significa ser feminista. Ela argumenta que "feminista" não é um insulto, mas sim um rótulo que deveria ser abraçado por todos. Adichie argumenta que as pessoas devem desafiar crenças de longa data e estereótipos de gênero que perpetuam a desigualdade entre homens e mulheres. Em essência, diz que todos deveriam ser feministas não apenas como um compromisso com a liberdade das mulheres, mas também como uma forma de encorajar os homens a se envolverem em conversas com as mulheres sobre sexualidade, aparência, papéis e direitos. O feminismo vê as pessoas como seres humanos e visa combater as injustiças sociais que silenciam a vontade e o poder das pessoas para superar as expectativas sociais, argumenta. O livro critica a forma como a masculinidade é construída, sugerindo que a sociedade como um todo deve mudar se quisermos alcançar a equidade.

## Adaptações
O áudio da palestra de Adichie foi incluído na canção de 2013 de Beyoncé, "Flawless". Adichie foi creditada com um papel de destaque na letra. Adichie permaneceu em grande parte em silêncio sobre o uso de seu discurso por Beyoncé, mas em uma entrevista de 2016 no jornal holandês De Volkskrant reconheceu que com a canção alcançou muitas pessoas que de outra forma nunca teriam ouvido a palavra feminismo. Adichie disse: "Ainda assim, o tipo de feminismo dela não é o meu, pois é o tipo que, ao mesmo tempo, dá bastante espaço à necessidade dos homens. Acho os homens adoráveis, mas não acho que as mulheres devam relacionar tudo o que fazem aos homens: ele me machucou, eu o perdôo, ele colocou um anel no meu dedo? Nós mulheres estamos tão condicionadas a relacionar tudo com os homens. Reúna um grupo de mulheres e a conversa acabará por ser sobre homens. Junte um grupo de homens e eles não falarão nada sobre mulheres, apenas falarão sobre suas próprias coisas. Nós, mulheres, deveríamos gastar cerca de 20% do nosso tempo com os homens, porque é divertido, mas, caso contrário, também deveríamos estar falando sobre nossas próprias coisas".

## Recepção
O livro recebeu críticas extremamente positivas. Rupert Hawksley do The Telegraph disse que esse "pode ser o livro mais importante que você leu durante todo o ano". The Independent selecionou-o como livro do ano, pois "seria o livro que eu colocaria nas mãos de meninas e meninos, como uma inspiração para um futuro 'mundo de homens mais felizes e mulheres mais felizes que são mais fiéis a si mesmos'".
Em dezembro de 2015, um lobby feminino sueco e a editora Albert Bonniers revelaram que o livro seria distribuído a todos os estudantes do ensino médio de 16 anos na Suécia, com a intenção de que "funcione como um trampolim para uma discussão sobre igualdade de gênero e feminismo". O esforço é apoiado pela Associação das Nações Unidas da Suécia, pela Conferência Sindical Sueca, Unizon e Gertrud Åström. Eles "esperam que os professores integrem We Should All Be Feminists em seu ensino".
Em setembro de 2016, a estilista Maria Grazia Chiuri, a primeira mulher diretora criativa nos 70 anos de história da grife Dior, em seu desfile de estreia da marca apresentou uma camiseta com a frase: "devemos todos ser feministas". O ensaio foi adicionado na antologia de 2019 de Margaret Busby, New Daughters of Africa.